# Angelo Finardi
Angelo Finardi (Bergamo, 1636 – Bergamo, 1706) è stato un letterato e religioso italiano.

## Biografia
Nato Giovanni Battista Finardi, era figlio del nobile Angelo, di famiglia conosciuta per aver fornito uomini di cultura e di religione. Era cugino di Niccolò Biffi.
Nel 1652 entrò nell'ordine degli Agostiniani e fu novizio a Brescia; nel 1671 fu priore a Firenze e nel 1674 fu nominato priore di Sant'Agostino a Bergamo, rimanendovi fino al 1676 e tornandovi solo vent'anni dopo. Sostenne vari processi per il monastero e nel 1680 divenne Primo Visitatore della Congregazione dell'Osservanza di Lombardia nel Capitolo Generale. Dal 1674 fu lettore e maestro di Teologia a Roma, distinguendosi come predicatore.

## Opere
- Notarolo Albrici o’sia historia della gran lite Albrici sofferta dal Monastero di S.Agostino di Bergomo per li suoi beni alla Tezza (1674 ca.)
- Libro della genealogia di casa Albrici (1674 ca.)
- Catastico ovvero libro maestro di S. Agostino de Bergamo nel quale restano reggistrati tutti li censi livelli legati enfiteusi et locazioni di case terre et acque del convento medesmo, con tutte le loro ragioni, origini e fondamenti (1694-1696)
- Privilegia ordinis heremitarum (1694-1696 ca.)
- Un'edizione delle opere di Egidio Romano di cui parla nelle sue lettere a Magliabechi, citata anche da Niccolò Biffi. Conteneva almeno i Quidlibet e tre libri delle Sentenze, mentre il quarto rimase manoscritto per aver finito i fondi.  [2]